# Epidiaspis michoacana
Epidiaspis michoacana är en insektsart som beskrevs av Ferris 1938. Epidiaspis michoacana ingår i släktet Epidiaspis och familjen pansarsköldlöss. Inga underarter finns listade i Catalogue of Life.